# 熊本虎三

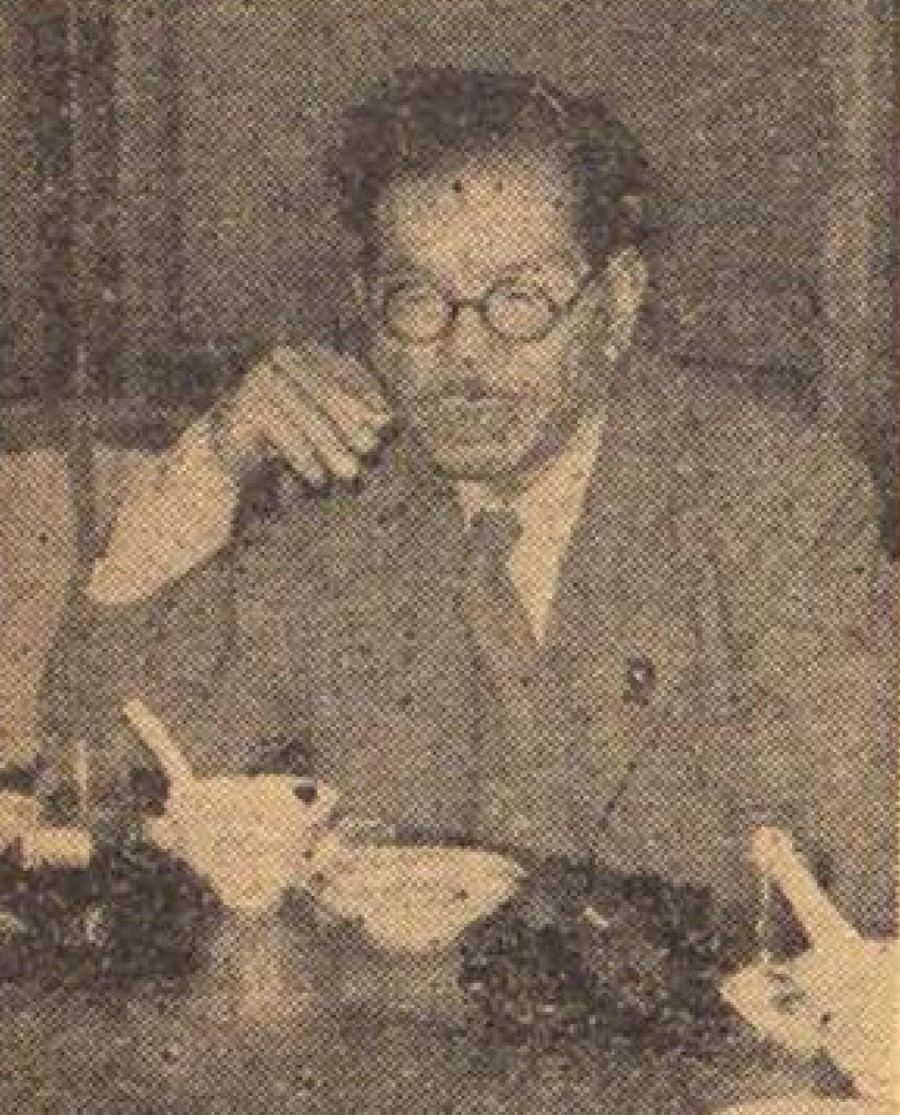
熊本虎三（1952年）

熊本 虎三（くまもと とらぞう、1895年（明治28年）11月3日 - 1954年（昭和29年）2月1日）は、大正末から昭和期の労働運動家、政治家。衆議院議員。虎蔵と表記される場合がある。

## 経歴
佐賀県の貧しい農家に生まれる。農業学校（二部）を卒業し、鉄道省小倉工場（現小倉総合車両センター）、唐津製鋼所などで勤務。1923年（大正12年）に上京し労働運動に加わる。本所鉄工場などで勤務し、日本労働総同盟に参加し労働争議の指導などを行い、検挙を多数受けている。1926年（大正15年）社会民衆党に入党し中央委員に就任。その後、社会大衆党に参加。大島町会議員、城東区会議員、東京府会議員、東京市会議員、東京都議会議員、中央公職資格審査委員、中央労働委員会委員などを務めた。
戦後、日本社会党の結党に加わり、また、総同盟（日本労働組合総同盟）の再建にも参画し、総同盟副会長、同東京都連合会長、同全国化学労働組合同盟副会長、同全国食品産業労働組合同盟会長などを務めた。
1946年（昭和21年）4月の第22回衆議院議員総選挙に東京都第1区から社会党公認で出馬（虎蔵名義）して落選。1947年（昭和22年）4月の第23回総選挙に東京都第6区から出馬（虎蔵名義）して次点で落選。1949年（昭和24年）1月の第24回総選挙に出馬して次点で落選。1952年（昭和27年）3月の第24回総選挙東京都第6区補欠選挙に右派社会党公認で出馬して初当選。その後、1953年（昭和28年）4月の第26回総選挙まで再選され、衆議院議員に連続3期在任した。この間、社会党中央委員、同会計監査、同交通政策委員長などを務めた。1954年2月、議員在任中に死去した。